# Lagany
Lagany (oroszul Лага́нь, kalmük nyelven Лагань) város Oroszországban, Kalmükföldön. A Laganyi járás és a Laganyi önkormányzati terület központja. Kalmükföld fővárosa, Eliszta után a második legnépesebb kalmük város. Lakossága 2014-ben 14,3 ezer fő volt.

## Fekvése
A település a Kaszpi-mélyföldön, a Kaszpi-tenger partjától 9 km-re fekszik a tengerszint alatt 22−23 m-rel. Kalmükföld fővárosától, Elisztától 315 km-re található, a legközelebbi nagyváros a 175 km-re fekvő Asztrahán. A várost a Kaszpi-tengerrel a 10 km hosszúságú, hajózható Lagany-csatorna köti össze.

## Története
1870−1873 között alapították Közép-Oroszországból az egykori Lagany-szigetre telepített orosz földművesek. Pravoszláv templomát 1873-ban szentelték fel a tengerészek védőszentje, Szent Miklós tiszteletétre. Abban az időben az Asztraháni járáshoz tartozott. 1885-ben halfeldolgozót építettek ott. 1902-ben e településen posta nyílt, 1905-ben pedig távíró összeköttetés létesült. 
A települést más környező településekkel (Rakusi, Aktrik, Mangut, Alabuga) együtt 1927. május 9-én a Kalmük Autonóm Területhez csatolták. 1929-ben létrehozták a Kaszpijec nevű halászati kolhozt, majd 1936-ban kezdett el működni az új halfeldolgozó kombinát. 
Az NKVD 1943−1944-ben a németekkel való kollaboráció vádjával a Távol-Keletre deportálta a kalmükök jelentős részét, felszámolták a Kalmük Autonóm Területet. Ekkor Lagany nevét Kaszpijszkijra változtatták. 
1963-ban városi rangot kapott. 1991-ig a város neve Kaszpijszkij (Каспи́йский) volt. 

## Vallás
Mivel a kalmük nép köztudottan buddhista, ezért Lagany jelentősen nagy része buddhista vallású. Egy buddhista templom is van a városban.